# Макарова, Тамара Фёдоровна
Тама́ра Фёдоровна Мака́рова (31 июля [13 августа] 1907, Санкт-Петербург — 20 января 1997, 18 января 1997 или 19 ноября 1997, Москва) — советская киноактриса, педагог, профессор. Герой Социалистического Труда (1982), лауреат двух Сталинских премий (1941, 1947), народная артистка СССР (1950), кавалер двух орденов Ленина (1977, 1982). 
Вместе со своим мужем, народным артистом СССР Сергеем Герасимовым, воспитала восемь поколений известных киноактёров.

## Биография
Родилась 31 июля (13 августа) 1907 года в Санкт-Петербурге, крещена 2 (15) августа в Петропавловской церкви при Клиническом госпитале. Родители — Фёдор Родионович Макаров (род. 1883) и Мария Ильинична (урожденная Баденкова, род. 1881) — дети дворцовых гренадеров, обвенчались 3 (16) ноября 1903 в церкви Симеона и Анны на Моховой. Отец начинал службу старшим фельдшером лейб-гвардии Преображенского полка, затем в чине коллежского регистратора служил классным фельдшером в Выборгском пехотном полку. 
Старшая из трёх детей в семье. Участвовала в домашних театрах, посещала балетную школу и мечтала поступить в хореографическую студию при Мариинском театре.
В 1917 году после Октябрьской революции её отец пропал без вести. В 14 лет Макарова, собрав соседских детей, создала собственную труппу; театр зарегистрировали, и ребята стали получать паёк. В 1924 году по окончании средней школы поступила в актёрскую Мастерскую Фореггера («Мастфор»).
В 1927 году дебютировала в кино в фильме «Чужой пиджак». На фабрику «Совкино» (ныне «Ленфильм») попала случайно, буквально с улицы: семнадцатилетнюю девушку привёл ассистент Григория Козинцева и Леонида Трауберга. На съёмках она познакомилась с Сергеем Герасимовым. Через год молодые люди поженились. Вся дальнейшая творческая деятельность Тамары Макаровой была связана с мужем. По его совету в 1927 году она поступила на киноотделение Техникума сценических искусств, которое окончила в 1930 году.
В 1934 году актриса впервые появилась в кинокартине Герасимова «Люблю ли тебя?» (не сохранилась). К тому времени она уже успела поработать с такими режиссёрами, как Всеволод Пудовкин и Иван Пырьев. Нередко снималась вместе с мужем. Однако Всесоюзный успех пришёл к ним в 1936 году с выходом на экраны фильма «Семеро смелых». Далее последовала череда удачных совместных работ: «Комсомольск» (1938), «Учитель» (1939), «Маскарад» (1941). Последний фильм был закончен 21 июня 1941 года, за день до начала Великой Отечественной войной.
В первые месяцы войны Макарова участвовала в организации обороны, работала инструктором в политуправлении фронта, сандружинницей, медсестрой в одном из госпиталей. В 1941 году супруги стали кандидатами в члены, а в 1943 году – членами ВКП(б). Их совместной работой в этот период стал фильм «Непобедимые» (1942) о героической борьбе ленинградцев в тылу и на фронте. Фильм был поставлен Герасимовым совместно с Михаилом Калатозовым. Тамара Макарова сыграла в нём одну из главных ролей.
Отсняв в блокадном Ленинграде некоторые сцены «Непобедимых», супруги отправились в глубокий тыл, в Ташкент и Алма-Ату, где к осени 1942 года закончили работу. В это время они усыновили Артура — сына сестры Макаровой, Людмилы, и её мужа, немца по национальности, объявленных «врагами народа» и отправленных в ссылку: Макарова на одном из приёмов прямо обратилась к Сталину и попросила отдать ей мальчика на воспитание; впоследствии он стал известным писателем и кинодраматургом. 
В октябре 1942 года супруги вернулись в Ленинград, но в самом конце года были вызваны в Москву. Их следующий совместный фильм «Большая земля» (1944), снятый на киностудии «Мосфильм», был посвящён жизни эвакуированного на Урал Кировского завода. 
С 1943 года Макарова преподавала во Всесоюзном государственном институте кинематографии; в 1968 году стала профессором. Вместе с мужем руководила объединённой режиссёрской и актёрской мастерской. Делу преподавания супруги отдавались до конца, были одной семьёй со студентами, часто задействовали их в своих кинокартинах. Первый же выпуск целиком снялся в фильме «Молодая гвардия» (1948), который вывел на орбиту советского кинематографа целую плеяду молодых актёров: Инну Макарову, Нонну Мордюкову, Сергея Гурзо, Сергея Бондарчука, Вячеслава Тихонова, Клару Лучко, Виктора Авдюшко, Людмилу Шагалову, Евгения Моргунова.
Среди учеников супружеской пары были Татьяна Лиознова, Людмила Гурченко, Зинаида Кириенко, Наталья Фатеева, Жанна Болотова, Евгений Жариков, Лариса Лужина, Сергей Никоненко, Галина Польских, Лидия Федосеева-Шукшина, Наталья Аринбасарова, Наталья Белохвостикова, Наталья Бондарчук, Наталья Гвоздикова, Аким Салбиев, Николай Ерёменко-младший и многие другие. Особенно трепетно Макарова, у которой не было собственных детей, относилась к Николаю Губенко, детдомовцу, потерявшему родителей в Великую Отечественную войну: через сокурсников она передавала ему деньги, а во время занятий «учила манерам» его и ещё двух неимущих студентов, заставляя опустошить пятилитровую кастрюлю с едой.
Тамара Макарова и Сергей Герасимов не были профессионально зависимы друг от друга. Актриса не менее успешно снималась в фильмах других режиссёров («Каменный цветок» (1946), «Клятва» (1946)). 
С начала 1950-х годов появлялась на экране значительно реже, в основном в фильмах мужа. Была также соавтором сценария дебютного фильма Татьяны Лиозновой «Память сердца» (1958) и автором либретто фильма «Люди и звери» (1962). 
Член Союза кинематографистов СССР. 

#### Семья
Муж — Сергей Герасимов (1906—1985), кинорежиссёр, актёр и педагог. Герой Социалистического Труда (1974), народный артист СССР (1948). 
Приёмный сын — Артур Макаров (1931—1995), писатель и киносценарист. Сын родной сестры Людмилы Макаровой.

#### Последние годы
Смерть мужа в 1985 году стала для Макаровой большим ударом: она перестала сниматься в кино, но продолжала преподавать во ВГИКе. В 1995 году выпустила книгу воспоминаний «Послесловие». В том же году был убит приёмный сын Артур Макаров. Убийцы не были найдены. Впоследствии актрисе также поступали звонки с угрозами и требованием расплатиться по долгам сына.
Скончалась 19 января 1997 года на 90-м году жизни в Москве. Похоронена на Новодевичьем кладбище (участок № 10).

## Фильмография
1. 1927 — Чужой пиджак — машинистка Дудкина
2. 1929 — Новый Вавилон — танцовщица канкана
3. 1930 — Счастливый Кент — девушка с Клондайка
4. 1931 — Полдень — комсомолка
5. 1932 — Толедо — Елена
6. 1933 — Дезертир (Теплоход «Пятилетка») — Грета
7. 1933 — Конвейер смерти — Анна
8. 1934 — Люблю ли тебя? — Наталья
9. 1934 — Секрет фирмы — секретарь Лервинга
10. 1936 — Семеро смелых — Женя Охрименко
11. 1938 — Комсомольск — Наташа
12. 1938 — Великое зарево — Светлана
13. 1939 — Учитель — Аграфена
14. 1941 — Маскарад — Нина
15. 1942 — Непобедимые — Настя Ковалёва, инженер Ижорского завода
16. 1944 — Большая земля — Анна Свиридова
17. 1946 — Каменный цветок — Хозяйка Медной горы
18. 1946 — Клятва — Ксения
19. 1948 — Молодая гвардия — Елена Кошевая
20. 1948 — Первоклассница — учительница Анна Ивановна
21. 1948 — Повесть о настоящем человеке — Клавдия Михайловна
22. 1948 — Три встречи — Олимпиада Самосеева
23. 1951 — Сельский врач — доктор Татьяна Казакова
24. 1956 — Дорога правды — Елена Дмитриевна Соболева
25. 1958 — Память сердца — Екатерина Ивановна
26. 1961 — Будни и праздники — камео
27. 1962 — Люди и звери — Анна Андреевна
28. 1967 — Журналист — Панина
29. 1972 — Любить человека — архитектор Петрушкова
30. 1974 — Дочки-матери — Елена Алексеевна Васильева, педагог-хореограф
31. 1980 — Юность Петра — Наталья Кирилловна
32. 1980 — В начале славных дел — Наталья Кирилловна
33. 1984 — Лев Толстой — Софья Андреевна

### Участие в фильмах
- 1974 — Пётр Мартынович и годы большой жизни (документальный)
- 1979 — ВГИК: Педагоги и студенты говорят о профессии (документальный)
- 2003 — Марлен. Прощание с шестидесятыми (документальный)[15]

## Звания и награды
Государственные награды:
Почётные звания и премии:
- Герой Социалистического Труда (13.08.1982)
- Заслуженная артистка РСФСР (21.11.1942)
- Народная артистка РСФСР
- Народная артистка СССР (06.03.1950)
- Сталинская премия второй степени (1941) — за роль Аграфены Шумилиной в фильме «Учитель» (1939)
- Сталинская премия первой степени (1947) — за роль Ксении в фильме «Клятва» (1946)

Ордена и медали:
- орден «Знак Почёта» (01.02.1939) — за исполнение роли Светланы в кинокартине «Великое зарево» (1938) и Наташи в фильме «Комсомольск» (1938)
- орден Трудового Красного Знамени (1967)
- Два ордена Ленина (1977, 1982)
- орден Дружбы народов (03.12.1987) — за заслуги в развитии советского киноискусства[16]
- Медаль «За доблестный труд в Великой Отечественной войне 1941—1945 гг.»
- Медаль «За победу над Германией в Великой Отечественной войне 1941—1945 гг.»
- Медаль «Двадцать лет Победы в Великой Отечественной войне 1941—1945 гг.»
- Медаль «Тридцать лет Победы в Великой Отечественной войне 1941—1945 гг.»
- Медаль «Сорок лет Победы в Великой Отечественной войне 1941—1945 гг.»
- Медаль «50 лет Победы в Великой Отечественной войне 1941—1945 гг.»
- Медаль «За оборону Ленинграда»
- Медаль «За оборону Москвы»
- Медаль Жукова
- Медаль «Ветеран труда»
- Медаль «В ознаменование 100-летия со дня рождения Владимира Ильича Ленина»
- Медаль «В память 250-летия Ленинграда»
- Медаль «В память 800-летия Москвы»
- Медаль «70 лет Вооружённых Сил СССР»

Другие награды, премии, поощрения и общественное признание:
- МКФ славянских и православных народов «Золотой Витязь» (1992, Приз «За выдающийся вклад в славянский кинематограф»)
- Международный фестиваль актёров кино «Созвездие» (1993, Приз «За выдающийся вклад в профессию»)
- Премия «Ника» в номинации «Честь и достоинство» (1995)
- Благодарность президента Российской Федерации (25.12.1995) — в связи со 100-летием мирового и российского кинематографа, за заслуги перед государством и большой вклад в отечественную культуру[17]

## Память
- В 2005 году к столетию со дня рождения Сергея Герасимова в Москве (Кутузовский просп., д. 2/1, корпус 1А[18]) и Санкт-Петербурге (ул. Мира, д. 6[19]) были установлены мемориальные доски на домах, где жили режиссёр с супругой. Инициатором выступил актёр Виталий Матвеев.
- В телесериале 2015 года «Людмила Гурченко» роль Тамары Макаровой исполнила Татьяна Лютаева.

- Тамара Макарова (1983, документальный)
- Тамара Макарова (2006, документальный, из цикла передач телеканала «ДТВ» «Как уходили кумиры»)
- «Тамара Макарова. „Первая леди советского кинематографа“» («Культура», 2007)[9]
- «Тамара Макарова. „Свет звезды“» («Культура», 2007)[10]
- «Тамара Макарова. „Легенды мирового кино“» («Культура», 2007)[20]
- «Тамара Макарова. „Моление о царице Тамаре“» (2007)[6]
- «Тамара Макарова. „Мой серебряный шар“» («Культура», 2010)[21]
- Сергей Герасимов и Тамара Макарова (2010, документальный, из цикла передач телеканала «ДТВ» «Как уходили кумиры»)
- «Тамара Макарова и Сергей Герасимов. „Больше, чем любовь“» («Культура», 2015)[22]
- «Тамара Макарова и Сергей Герасимов. „Актёрские судьбы“» («ТВ Центр», 2019)[23]
- «Тамара Макарова. „Месть Снежной королевы“» («ТВ Центр», 2021)[24]